# Scrophularia talassica
Scrophularia talassica är en flenörtsväxtart som beskrevs av Tzagol.. Scrophularia talassica ingår i släktet flenörter, och familjen flenörtsväxter. Inga underarter finns listade i Catalogue of Life.